# Tre pilastri dell'Unione europea
I tre pilastri dell'Unione Europea, istituiti con il Trattato di Maastricht del 1992, sono stati un modo di dividere le politiche dell'Unione europea in tre aree fondamentali, successivamente aboliti con l'entrata in vigore del Trattato di Lisbona nel 2009 (data dell’effettiva efficacia del trattato).

## Storia
Le strutture organizzative delle tre Comunità Europee erano già state unificate nel 1967 con il Trattato di fusione. Più tardi, attraverso il Trattato di Maastricht, la parola "Economica" fu rimossa dalla sigla CEE, diventando così semplicemente CE. 
La struttura dei pilastri ha le sue origini storiche nella stesura del Trattato di Maastricht del 1992. È stato realizzato con l'intenzione di creare l'Unione politica, ovvero di aggiungere potere alla Comunità nelle aree di politica estera, di sicurezza comune e politiche di difesa, di asilo e immigrazione, di co-operazione giuridica. 
Con il Trattato di Amsterdam ulteriori sezioni furono trasferite dal terzo pilastro al primo. Nel 2002 la CECA (Comunità Economica del Carbone e dell'Acciaio) cessò di esistere dopo cinquantun'anni di vita, perché il trattato che la creò, il Trattato di Parigi, ebbe la stessa conclusione.
Con l'entrata in vigore del Trattato di Lisbona i pilastri sono stati definitivamente aboliti: l'Unione europea ha semplificato le sue strutture e ha acquisito personalità giuridica.

## I contenuti
1. Il primo riguardava le Comunità europee, ossia un mercato comune europeo, l'unione economica e monetaria, una serie di altre competenze aggiunte nel tempo, oltre alla politica del carbone e dell'acciaio e quella atomica.
2. Il secondo affrontava la Politica estera e di sicurezza comune (PESC), ossia la costruzione di una politica unica verso l'esterno.
3. Il terzo invece era a proposito della cooperazione nei settori della "giustizia e affari interni (GAI)"; dopo il 1999 si deve parlare quindi più propriamente di "Cooperazione giudiziaria e di polizia in materia penale (CGPP)"; era rivolta alla costruzione di uno Spazio di libertà, sicurezza e giustizia, in cui vi fosse collaborazione contro la criminalità a livello sovranazionale.

Nell'ambito di ciascun pilastro si è fissato un differente punto di equilibrio fra i principi del metodo comunitario e quelli del metodo intergovernativo.
Il sovranazionalismo era più forte nel primo pilastro. Generalmente la sua funzione corrispondeva alla più importante delle tre Comunità Europee (Comunità europea del carbone e dell'acciaio (CECA), Comunità Economica Europea (CEE) e Euratom): la CEE. 
Nei pilastri della PESC e del GAI i poteri del Parlamento europeo, della Commissione e della Corte di Giustizia erano significativamente limitati rispetto a quelli del Consiglio.

## Tabella sinottica
| Unione europea | Unione europea | Unione europea | Unione europea   | Unione europea | Unione europea | Unione europea |
| | Primo pilastro | | Secondo Pilastro |                | Terzo pilastro |                |
| Comunità europee (CE) (Comunità europea, Comunità europea del carbone e dell'acciaio, Euratom) | Politica estera e di sicurezza comune (PESC)                                                                                 | Giustizia e affari interni (GAI)/ Cooperazione di polizia e giudiziaria in materia penale (CGPP)                                    |                  |                |                |                |
| --- | --- | --- | ---------------- | -------------- | -------------- | -------------- |
| - Unione doganale e Mercato unico - Politica agricola comune - Politica comune della pesca - Antitrust - Unione economica e monetaria - Cittadinanza dell'Unione europea - Educazione e Cultura - Reti Trans-Europee - Tutela del consumatore - Assistenza sanitaria - Ricerca scientifica - Diritto dell'ambiente - Welfare state - Asilo politico - Accordi di Schengen - Politica dell'immigrazione | Politica estera: - Diritti umani - Democrazia - Aiuti umanitari Politica di difesa: - Politica europea di sicurezza e difesa | - Traffico di droga e contrabbando di armi - Terrorismo - Traffico di esseri umani - Organizzazione criminale - Corruzione e truffa |                  |                |                |                |
| | | |                  |                |                |                |